# Segni d'acqua

Il simbolo dell'elemento acqua è un triangolo con la punta in basso, il suo colore è generalmente ritenuto il blu.

Nello zodiaco e nell'astrologia occidentale, i segni d'acqua costituiscono la triplicità associata all'omonimo elemento.

## Caratteristiche
I tre segni zodiacali collegati con l'elemento acquatico sono Cancro (quarto segno dell'oroscopo), Scorpione (ottavo segno) e Pesci (dodicesimo segno). Caratteristiche comunemente associate all'acqua sono emotività e sensibilità, l'immaginazione, la passività, il temperamento flemmatico, oltre a una componente di enigmaticità e mistero. Pianeti domiciliati nei tre segni d'acqua sono rispettivamente Luna, Plutone e Nettuno.
L'acqua per sua natura è opposta al fuoco.
Sullo zodiaco i segni d'acqua risultano invece opposti e complementari a quelli di terra, a cui offrono nutrimento (la terra si nutre dell'acqua).

## Rapporto con le stagioni
- Il Cancro, segno cardinale, è posto all'inizio dell'estate:[7] segno opposto è il Capricorno, situato al principio dell'inverno.[4]
- Lo Scorpione, segno fisso, è posto al centro dell'autunno:[8] segno opposto è il Toro, collocato nel centro della primavera.[4]
- I Pesci, segno mobile, sono posti al termine dell'inverno:[9] segno opposto è la Vergine, posizionato alla fine dell'estate.[4]

L'elemento acqua, che per la sua freddezza è tipicamente invernale, risulta assente dalla stagione primaverile, nella quale prevale l'umido ma associato al caldo. I segni associati all'acqua sono definiti «femminili».